# إصلاحات مراجعة منتصف المدة
إصلاحات مراجعة منتصف المدة هي مجموعة من الإصلاحات في السياسة الزراعية المشتركة للاتحاد الأوروبي التي تبناها مجلس وزراء الاتحاد الأوروبي في 26 يونيو، 2003م. وبإيجاز، فإن العناصر الرئيسية لإصلاح السياسة الزراعية المشتركة تشمل ما يلي: دفعة المزرعة الواحدة لمزارعي الاتحاد الأوروبي مستقلة (منفصلة) عن الإنتاج (على الرغم من أنه قد يتم السماح بالاقتران المحدود في بعض الظروف)؛ والامتثال للمعايير البيئية، والسلامة الغذائية، والحيوانية، والنباتية، والرفق بالحيوان من أجل الحصول على الدفعة الواحدة، وزيادة التمويل للتنمية الريفية وتدابير الرعاية البيئية أو الحيوانات المرتبطة بها؛ تخفيض في الدفعات المباشرة (تعديل) للمزارع الأكبر لتمويل برنامج التنمية الريفية الموسعة؛ اتفاق للحد من ميزانية السياسة الزراعية المشتركة (بما في ذلك التنمية الريفية) عند مستويات عام 2007 حتى عام 2013، ودعم بعض تخفيضات أسعار السوق الإضافية.